# Numonio Vala
Numonio Vala (in latino Numonius Vala; ... – Reno, 9) è stato un militare romano.

## Biografia
Nell'anno 9 d.C. era legato di Quintilio Varo durante l'occupazione romana della Germania; nella battaglia della foresta di Teutoburgo, quando ormai il destino delle legioni romane era segnato, fu autore di un grave atto di codardia: abbandonò la fanteria al suo destino e con le sole ali della cavalleria tentò la fuga verso il Reno. Venne però raggiunto prima di poter attraversare il fiume e fu sgozzato .